# Xestia effundens
Xestia effundens är en fjärilsart som beskrevs av Corti 1927. Xestia effundens ingår i släktet Xestia och familjen nattflyn. Inga underarter finns listade i Catalogue of Life.